# Продром (Грчка)
Продром (грч. Πρόδρομος, Продромос) је насељено место у општини Меглен у периферији Средишња Македонија, Грчка. Према попису из 2021. године било је 80 становника.
Према бугарском географу и историчару, Василу Канчову, у Продрому је 1900. године живело 430 Словена муслимана. Мештани Продрома су током 18. века због притиска и веће сигурности за живот прешли на ислам. Године 1924. муслиманско становништво је принудно исељено у Турску а на њихово место су насељене грчке избегличке породице из Турске. На попису из 1928. године Продром је имао 402 становника.